# رفيع داهان
رفيع داهان (بالعبرية: רפי דהן‏) هو لاعب كرة قدم إسرائيلي في مركز الوسط، ولد في 28 سبتمبر 1989 في أور عقيفا في إسرائيل. لعب مع نادي بني يهودا تل أبيب ونادي مكابي تل أبيب.

## وصلات خارجية
- رفيع داهان على موقع قاعدة بيانات كرة القدم.إي يو (الإنجليزية)